# Dyssodia papposa
Dyssodia papposa là một loài thực vật có hoa trong họ Cúc. Loài này được (Vent.) Hitchc. mô tả khoa học đầu tiên năm 1891.